# Ульяновский областной краеведческий музей
Областное государственное бюджетное учреждение культуры «Ульяновский областной краеведческий музей имени И. А. Гончарова» — краеведческий музей в городе Ульяновске. Расположен на первом этаже Дома-памятника, в одном здании с Ульяновским областным художественным музеем, второй этаж.

## История
Ульяновский областной краеведческий музей имени Гончарова ведёт свою историю с 1895 г., когда был создан историко-археологический музей Симбирской губернской учёной архивной комиссии. Официальное открытие состоялось 1 января 1896 г., но приём посетителей начался с декабря 1895 г. Поэтому традиционной датой рождения музея считается декабрь 1895 года.
Основу коллекции музея заложили частные пожертвования, самыми крупными из которых были археологическая коллекция крупного симбирского помещика и мецената В. Н. Поливанова и нумизматическая — А. В. Толстого. В пополнении фондов музея в дальнейшем активно участвовали историк-краевед П. Л. Мартынов, А. К. Яхонтов, В. Э. Красовский и многие другие исследователи истории и природы Симбирского края.
В начале XX века в Симбирске были созданы ещё два музея: Областной естественно-исторический и церковный. В марте 1918 года было принято решение об их объединении и создании единого Народного музея, который в 1932 году официально стал называться краеведческим.
С 1918 года он располагается в Доме-памятнике И. А. Гончарову, построенном специально для музея архивной комиссии в 1912—1915 годах по проекту местного архитектора А.А Шодэ, на средства, собранные по Всероссийской подписке. Здание расположено в центральной части города на Венце и обращено главным фасадом к Волге. Первым директором стал Гречкин Павел Яковлевич (1919—1937).
В 1919 году Симбирскому пролетарскому университету был предоставлен 1-й этаж Дома-памятника И. А. Гончарову, в котором размещался Народный музей. В музее, который по мысли его директора П. Я. Гречкина, «губернский музей будет служить научным учреждением и собирать все, что возможно, для всестороннего изучения данной местности в настоящем и прошлом, он должен служить образовательным центром для населения…».
В 1956 году музею присвоено имя Гончарова.
В 1970—1990-е гг. были открыты следующие филиалы Ульяновского краеведческого музея:
- в 1974 г. — музей «Конспиративная квартира Симбирской группы РСДРП (1904—1906 гг.)»,
- в 1978 г. — Димитровградский краеведческий музей приобрёл статус филиала, а с 1996 г. — музей стал самостоятельным[6],
- в 1982 г. — Историко-мемориальный центр-музей И. А. Гончарова,
- в 1990 г. — Ундоровский палеонтологический музей,
- в 1992 г. — Карсунский художественно-краеведческий музей (в феврале 1999 г. музей стал самостоятельным)[7],
- в 1999 г. — Литературный музей «Дом Языковых».
- В 2003 г. в р. п. Языково был открыт комплекс «Усадьба Языковых».

В 1986 году Бюст И. А. Гончарова был перенесён к зданию Краеведческого музея, но в 1989 году его возвратили на прежнее место.

## Настоящее время
В настоящее время фонды музея насчитывают около 142 тысяч единиц хранения. Уникальную часть фонда составляют: археологическая и палеонтологическая коллекции; коллекции тканей и народного костюма конца XVIII — середины XX веков; нумизматики, фотографий, оружия; документов, предметов материальной культуры 19 — 20 вв.; коллекция рукописей, книг, акварелей, рисунков и личных вещей декабриста В. П. Ивашева (1798—1841) и его известных потомков М. В. Трубниковой и О. В. Булановой; коллекция личных вещей И. А. Гончарова (1812—1896) и его родственников; личный архив ученого-энтомолога, профессора А. А Любищева (1890—1972), проведшего в Ульяновске последние годы жизни; изобретателя-самоучки Е. Е. Горина (1877—1951); государственного деятеля, первого председателя Симбирского губисполкома В. Н. Ксандрова; коллекция материалов ученого-орнитолога, охотоведа и исследователя Севера С. А. Бутурлина (1872—1938); дважды Героя Советского Союза И. С. Полбина и других.
В 2013 году должно было начаться строительство нового здания музея.

## Отделы
- Отдел истории[11]

Экспозиции:
- Древняя и средневековая история края
- Край в XVII в
- Симбирский край в XVIII в
- Социально-экономическое развитие края в конце XVIII — первой половине XIX вв.
- Симбирский край в первой половине XIX в.
- Крестьянство Симбирской губернии во второй половине XIX — начале XX вв.
- Экономическое развитие края во второй половине XIX — начале XX вв.
- Симбирск в конце XIX — начале ХХ вв.
- Симбирская губерния в годы Первой мировой войны и Февральской революции

- Отдел природы с двумя залами и комнатой памяти С. А. Бутурлина[12]
- Отдел фондов
- Отдел образовательных программ
- Отдел маркетинга
- Отдел по работе с негосударственными музеями Ульяновской области

## Филиалы

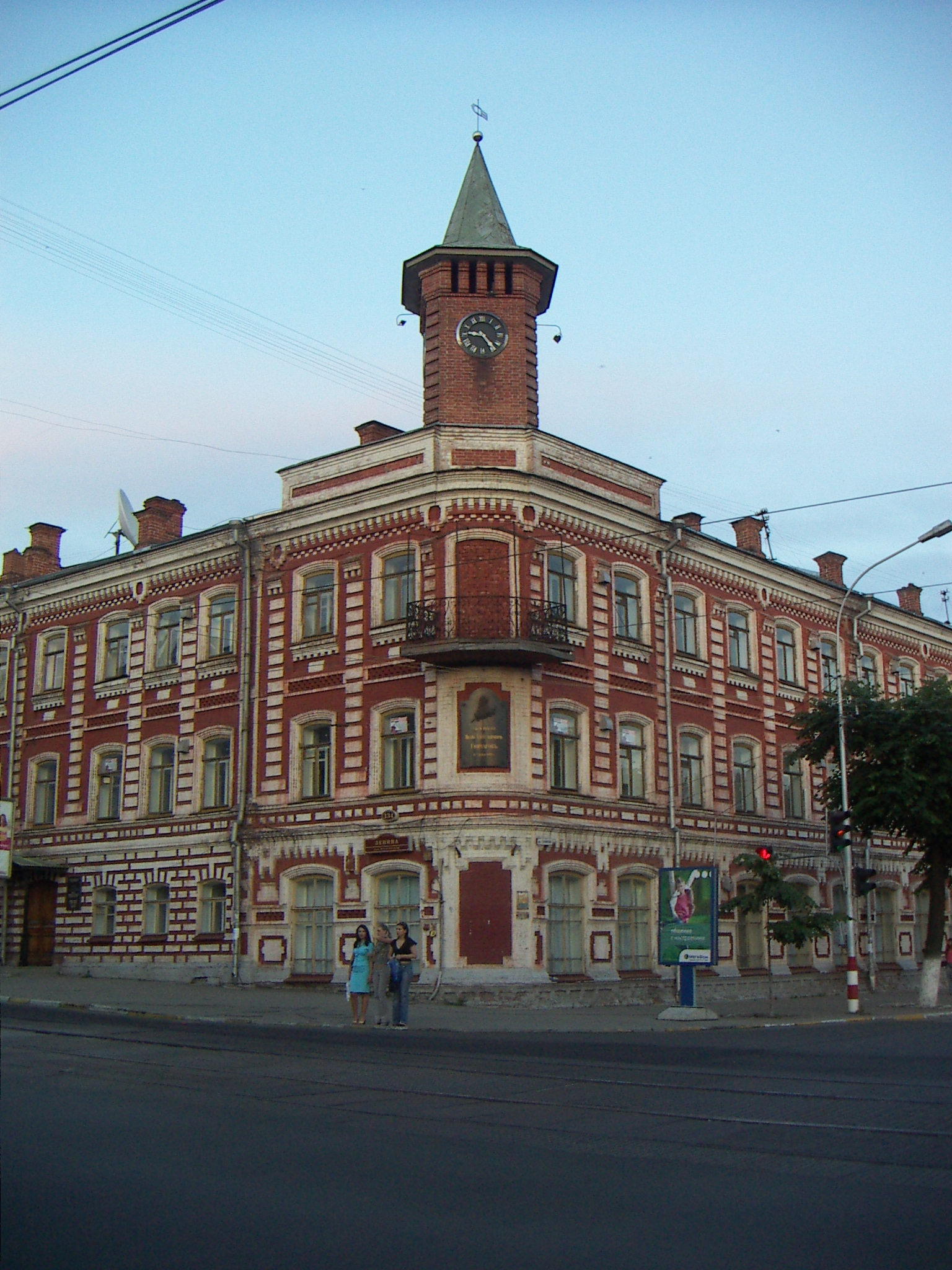
Историко-мемориальный центр-музей И. А. Гончарова

- Историко-мемориальный центр-музей И. А. Гончарова (ул. Ленина / Гончарова, 134/20)[13]

Открыт 17 июня 1982 года. Размещен на первом этаже дома, в котором родился писатель. Единственный в России музей писателя.
Экспозиции:
- Вводный зал (рассказывает об истории здания)

- «Симбирский» зал (рассказывает о детских и юношеских годах И. А. Гончарова)
- Приезд в Петербург
- Фрегат «Паллада» (о путешествии писателя на фрегате «Паллада»)
- Центральный зал (о романе «Обломов»)
- Экспозиция «Обрыв» (о романе «Обрыв»)
- Последние годы жизни

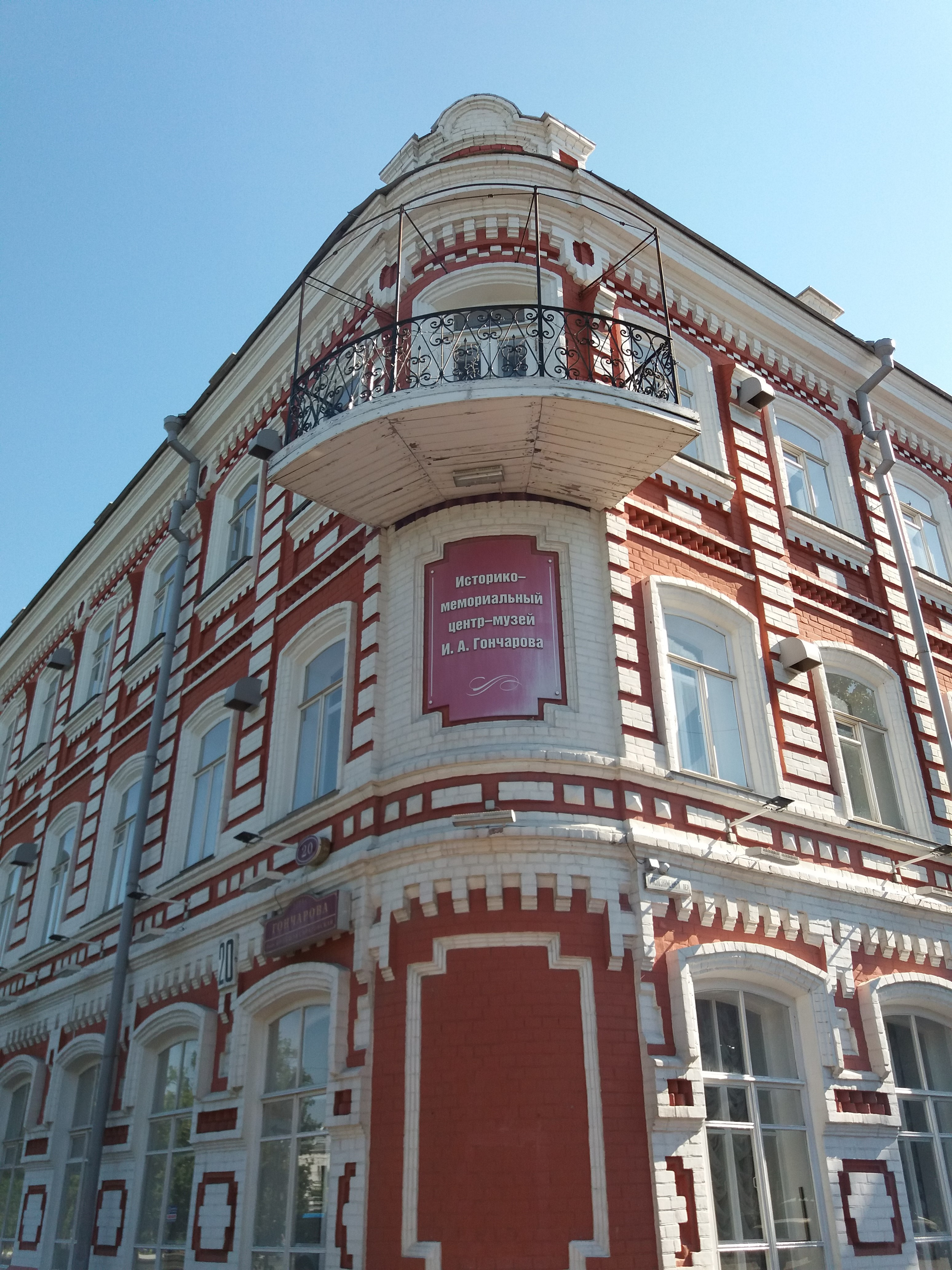
Историко-литературный музей И. А. Гончарова.

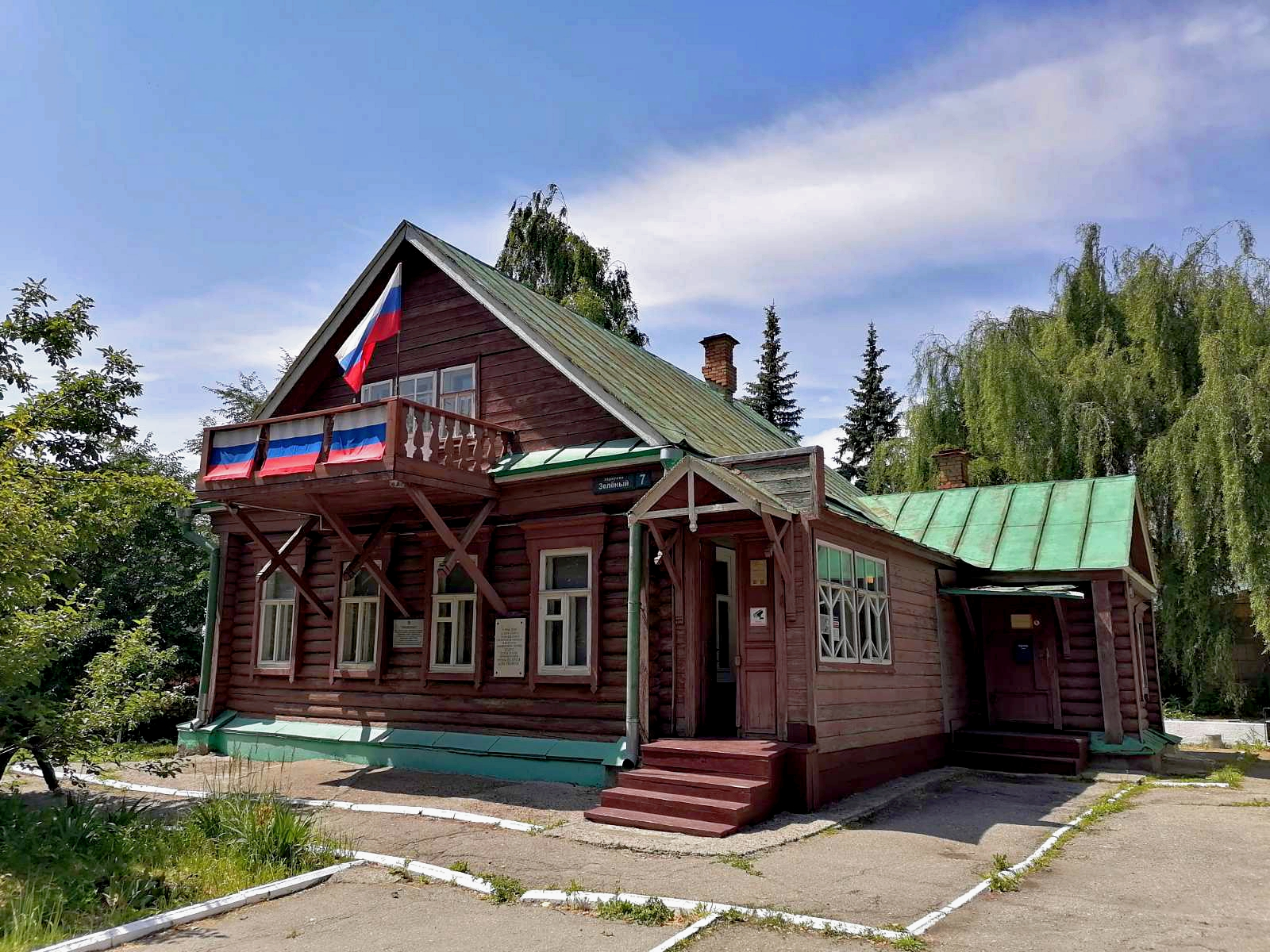
Музей «Конспиративная квартира Симбирской группы РСДРП».

- Музей «Конспиративная квартира Симбирской группы РСДРП».Музей «Конспиративная квартира симбирской группы РСДРП» (пер. Зелёный, 7)[14]

Основан в 1974 году в доме, где в 1904—1906 гг. располагалась конспиративная квартира Симбирской группы РСДРП. Дом принадлежал В. И. Орлову — мелкому бакалейному торговцу, старший сын которого Василий был одним из организаторов и руководителей симбирской группы РСДРП.
Ещё во время строительства дом был приспособлен для нелегальной работы.
В двери и сенях мезонина, в сарае, бане, дровянике и даже в уборной в саду были сделаны тайники для хранения листовок, нелегальной литературы, оружия. На протяжении 48 лет их никто не смог обнаружить, даже полиция при обыске в 1906 году. В 1952 г. В. В. Рябиков, живший тогда в Москве, сообщил о существовании тайников и только тогда они были найдены.
Экспозиции:
- «Создание и деятельность симбирской группы РСДРП в 1904—1906 гг.»
- Мемориальная комната «Светёлка» (в 1904—1906 гг. в ней жили В. В. Орлов и В. В. Рябиков)
- «Уникальные тайники»
- Выставка «Время выбрало нас» (про ульяновцев-участников локальных войн и военных конфликтов в Афганистане и Чечне).

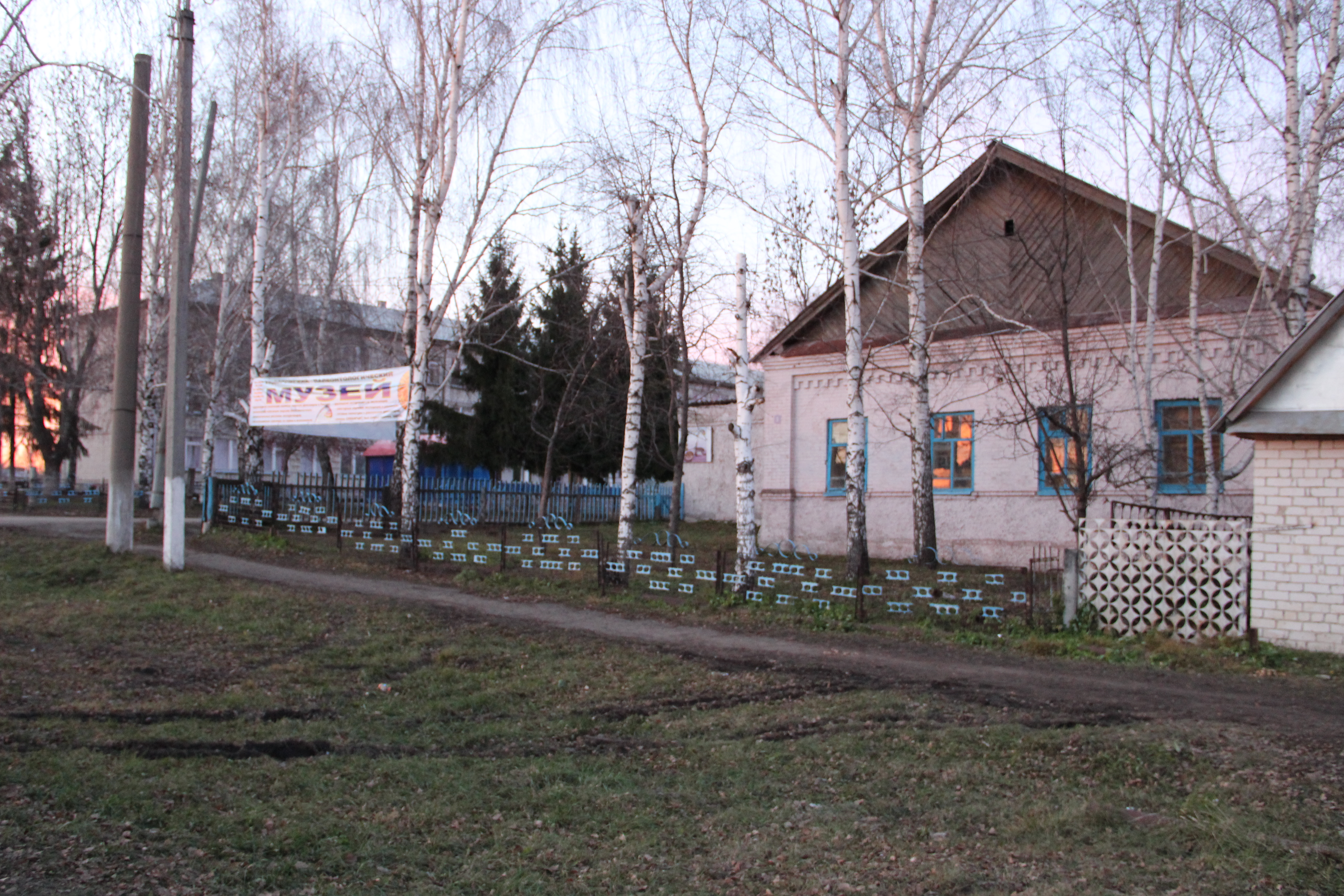
Музей палеонтологии. Ундоры.

- Музей палеонтологии. Ундоры.Ундоровский палеонтологический музей (с. Ундоры, ул. Школьная)[15]

Основан в 1990 году. До этого существовал как школьный музей. Включает в себя 3 экспозиции:
- природную
- палеонтологическую (включает в себя макет скелета плезиозавра с реконструкцией внешнего вида животного
- историческую

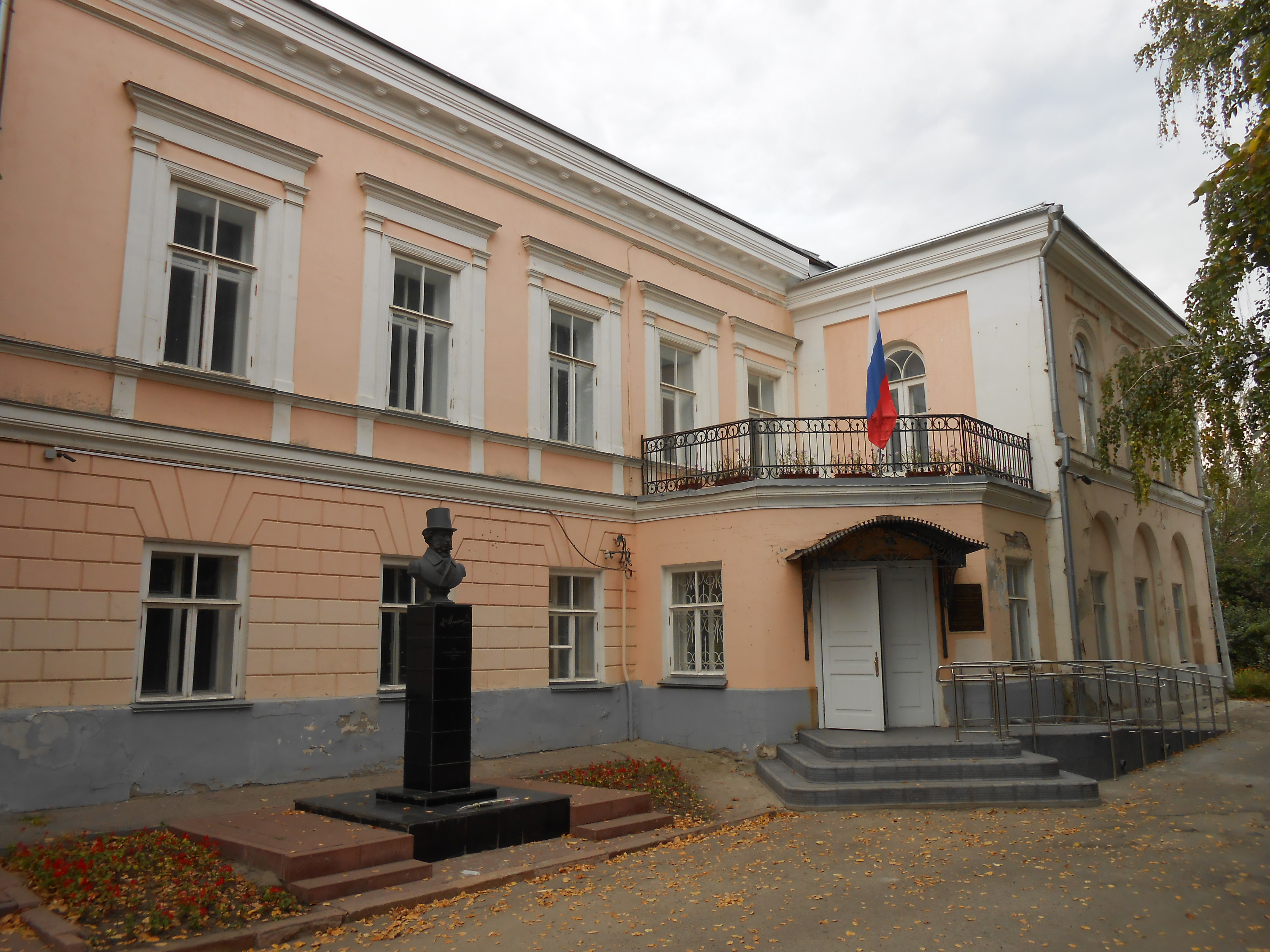
Литературный музей «Дом Языковых»

- Литературный музей «Дом Языковых»Литературный музей «Дом Языковых» (ул. Спасская, 22)[16]

Открыт 5 июня 1999 года. Располагается в здании, построенном на рубеже XVIII—XIX вв. и до 1868 года принадлежавшей семье Языковых. Открытие было приурочено к 200-летию со дня рождения Александра Сергеевича Пушкина, который останавливался в этом доме в 1833 году.
Экспозиции:
- Выставочный зал (где проводятся временные выставки)
- Голубая гостиная
- Карамзинский зал (посвящён поэтам и писателям конца XVIII-нач. XIX вв.- уроженцам Симбирска :Н. М. Карамзину, И. И. Дмитриеву, Н. М. Языкову и др.)
- Пушкинский зал
- Сказка в музее (посвящена 215-летию со дня рождения писателя С. Т. Аксакова, автора сказки Аленький цветочек и предназначена для детской аудитории)

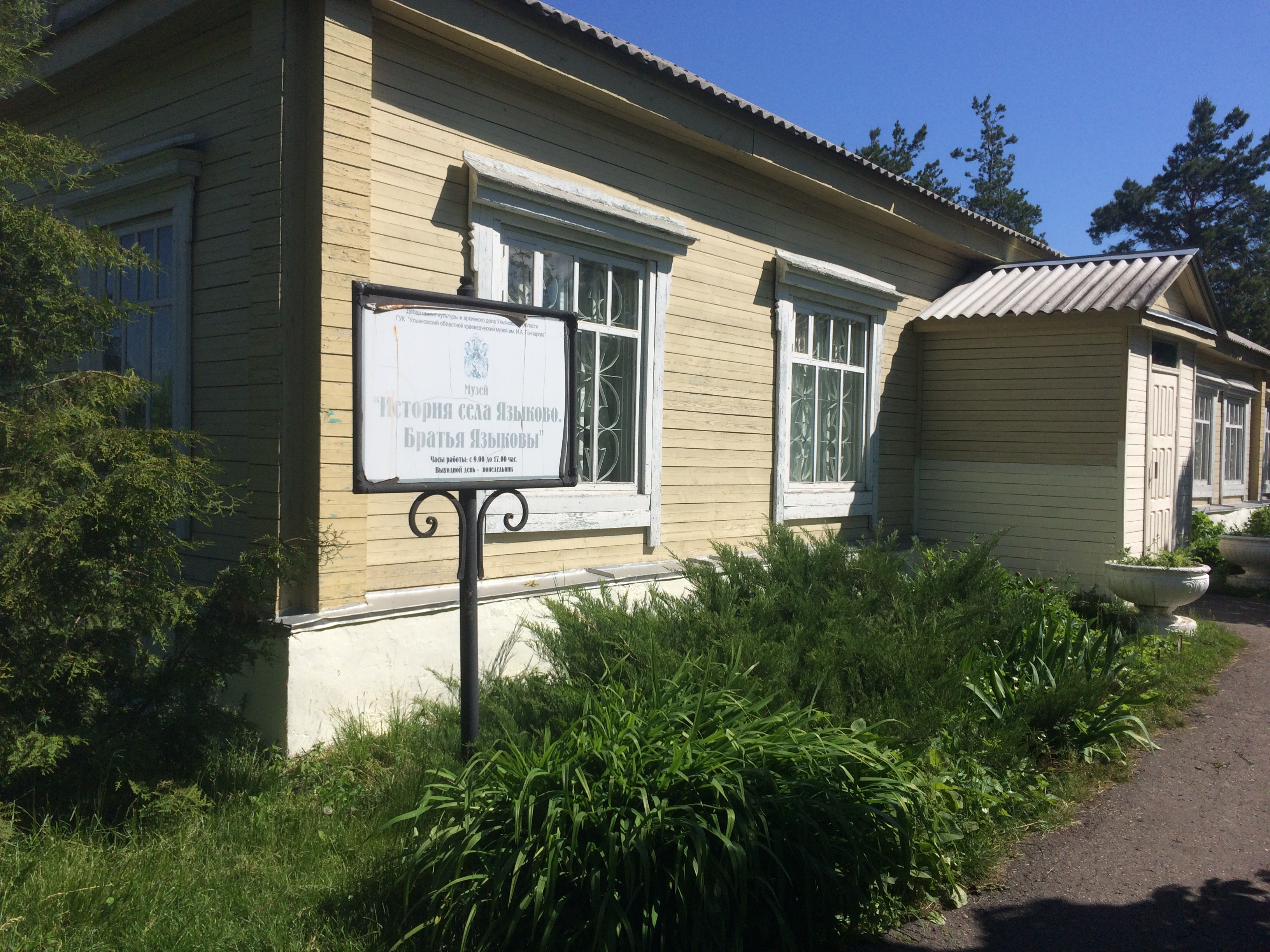
Музей Языковых в Языково.

- Музей Языковых в Языково.Музей «Усадьба Языковых» (р.п. Языково)[17]

Открыт в 1993 году, расположен на месте усадьбы Языковых.
- Музей «Усадьба Дениса Давыдова» (с. Верхняя Маза)[18][19][20]

Открыт в 2016 году, расположен в селе Верхняя Маза.

## Научная деятельность
Музей проводит конференции. Есть Учёный совет. Начиная с 1953 года музеем опубликованы 72 книги. При литературном музее «Дом Языковых» действует Дом литераторов.

## Музей вфилателииифалеристике

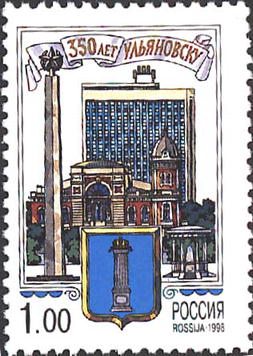
Марка России, 1998 г.
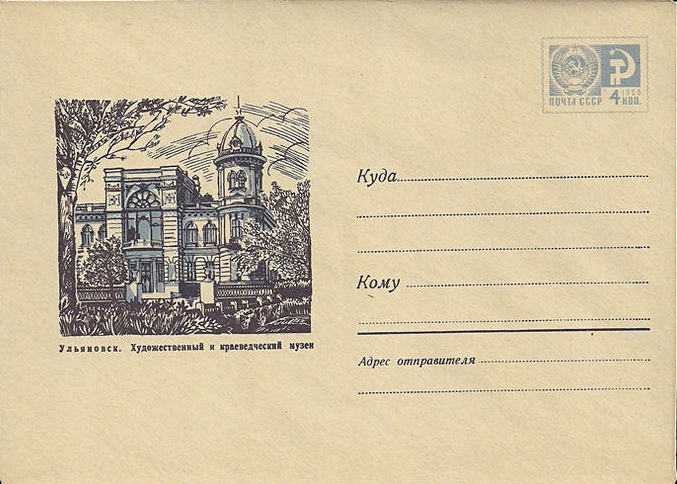
ХМК СССР, 1969 г. Ульяновск. Художественный и краеведческий музеи.
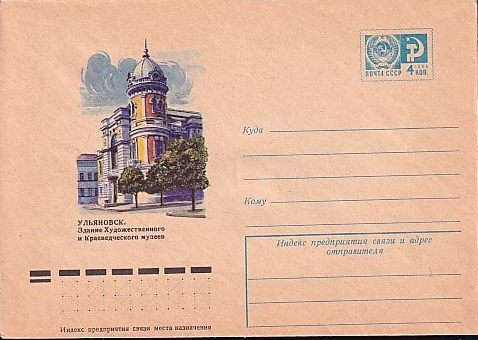
ХМК СССР, 1975 г. Ульяновск. Здание Художественного и Краеведческого музеев.
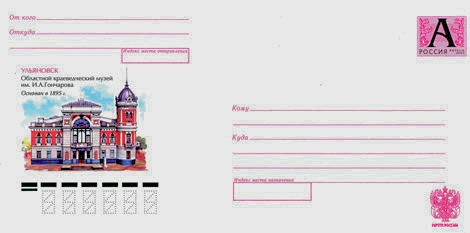
ХМК РФ, 2005 г. Ульяновск. Областной краеведческий музей им. И. А. Гончарова.
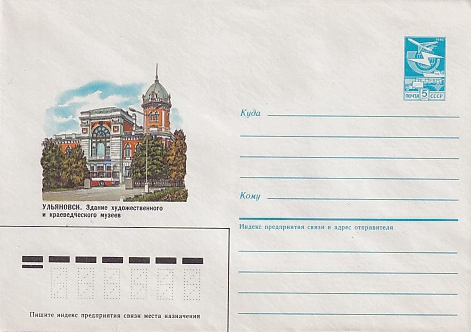
ХМК СССР, 1984. Ульяновск. Здание художественного и краеведческого музеев.
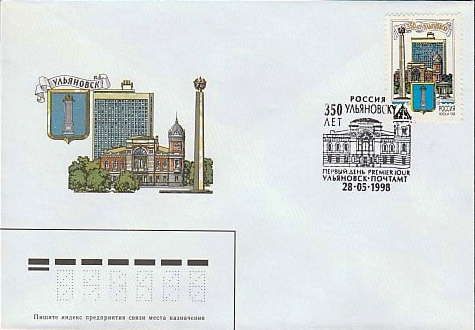
КПД РФ, 1998. 350 лет городу Ульяновск.
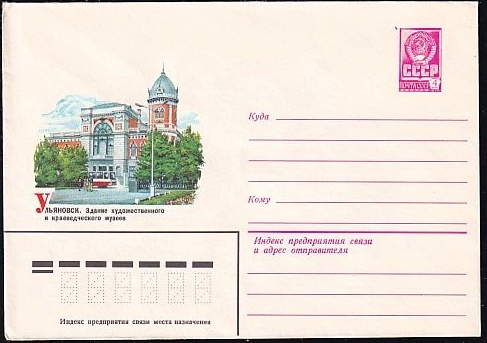
ХМК СССР, 1979. Ульяновск. Здание художественного и краеведческого музеев.

12 июня 1957 года Министерством связи СССР издан художественный маркированный конверт (ХМК) — краеведческий музей им. И. А. Гончарова (художник Н. Круглов) (переиздан в 1958 году).
- 16.07.1969 г. — ХМК СССР. Ульяновск. Художественный и краеведческий музеи[25].
- В 1979 году — ХМК СССР. Ульяновск. Здание художественного и краеведческого музеев[26].
- В 1980 г. — ХМК СССР. Ульяновск. Здание художественного и краеведческого музеев[27].
- В 1984 г. — ХМК СССР. Ульяновск. Здание художественного и краеведческого музеев.
- В 1998 году Почта России выпустила почтовую марку № 443 посвященную 350-летию Ульяновску, на которой изображен Дом-памятник[28].
- В 2005 г. Россвязь выпустила Художественный маркированный конверт Областной краеведческий музей им. И. А. Гончарова. Основан в 1895 г.[29]